# Шетти, Анушка
Анушка Шетти (канн. ಅನುಷ್ಕಾ ಶೆಟ್ಟಿ, телугу అనుష్క శెట్టి, там. அனுசுக்கா செட்டி, англ. Anushka Shetty; настоящее имя Свити Шетти; род. 7 ноября 1981, Мангалур, Карнатака, Индия) — индийская актриса и модель, которая снимается в основном в фильмах на телугу и тамильском языке.

## Биография
Анушка родилась 7 ноября 1981 года в городе Мангалур, в семье представителей народа тулу. В Бангалоре она окончила школу и колледж Колледж Маунт Кармел, получив диплом по компьютерным технологиям. Она была инструктором по йоге, обучавшись под руководством Бхарата Тхакура.
В 2005 году Анушка дебютировала в фильме «Супер», с Нагарджуной в главной роли, собравшим среднюю кассу.
В 2006 году вышел фильм Vikramarkudu, где она сыграла в паре с Рави Теджей, имевший коммерческий успех
В 2013 году она вместе с Прабхасом снялась в фильме «Острый перец», ставшим «супер-хитом». Роль принесла ей положительные отзывы критиков
и номинацию на Filmfare Awards South.
В 2014 году вышел фильм «Лингаа», с Раджникантом в главной роли, собравший в прокате 154 крора (1,54 млрд рупий) и вошедший в число самых кассовых фильмов на тамильском языке.
В 2015 году вышел тамило-телугуязычный фильм «Бахубали: Начало», по итогам проката вошедший в тройку самых кассовых фильмов Индии на тот момент. Анушка сыграла королеву Девасену, супругу убитого правителя Амарендры, томящуюся в плену у узурпатора, в ожидании когда её потерянный в младенчестве сын Шивуду освободит её после долгого заточения. В том же году она снялась в историческом фильме «Рудрамадеви», где она сыграла королеву из династии Какатия. Фильм стал «супер-хитом», а Анушка получила награду Filmfare Award за лучшую женскую роль в фильме на телугу.
В начале 2017 года состоялась премьера тамильского фильма «Львиное сердце 3», в котором она в третий раз сыграла вместе с Сурьей. В том же году вышел «Бахубали: Завершение», занявший второе место по кассовым сборам за всю историю кинематографа Индии.
После этого Анушка согласилась сняться в многоязычном проекте Saaho, который вышел на экраны в 2018 году и который должен был стать первым фильмом на хинди в её карьере, но позднее уступила роль Шраддхе Капур, что, по слухам, было связано с тем, что актриса не смогла вернуться в форму, после того как набрала вес для съёмок в Size Zero.
В 2018 году вышел фильм в жанре триллера и фильма ужасов Bhaagamathie, где она сыграла офицера IAS Чечалу, которую посадили в тюрьму по обвинению в убийстве её возлюбленного. Фильм имел коммерческий успех и положительную оценку критиков.

## Фильмография
| Год  |   | Русское название         | Оригинальное название                      | Роль                         |
| ---- | - | ------------------------ | ------------------------------------------ | ---------------------------- |
| 2005 | ф | Лучшие                   | Super (тел.)                               | Саша                         |
| 2005 | ф | Не сопротивляйся любви   | Mahanandi (тел.)                           | Нандини                      |
| 2006 | ф | Двойник                  | Vikramarkudu (тел.)                        | Нираджа                      |
| 2006 | ф |                          | Astram (тел.)                              | Ануша                        |
| 2006 | ф |                          | Rendu (там.)                               | Джотхи                       |
| 2006 | ф | Цель                     | Lakshyam (тел.)                            | Инду                         |
| 2007 | ф | Дон 1                    | Don (тел.)                                 | Прия                         |
| 2007 | ф |                          | Okka Magaadu (тел.)                        | Бхавани                      |
| 2008 | ф |                          | Swagatam (тел.)                            | Сайладжа (Сайлу)             |
| 2008 | ф | Шалопай                  | Baladur (тел.)                             | Бхану                        |
| 2008 | ф | Доблесть                 | Souryam (тел.)                             | Швета                        |
| 2008 | ф | Чинтакайла Рави          | Chintakayala Ravi (тел.)                   | Сунита                       |
| 2009 | ф | Арундати                 | Arundhati (тел.)                           | Арундати / Джеджамма         |
| 2009 | ф | Билла                    | Billa (тел.)                               | Майя                         |
| 2009 | ф | Охотник                  | Vettaikaran (тел.)                         | Сусила                       |
| 2010 | ф | Львиное сердце           | Singam (там.)                              | Кавия                        |
| 2010 | ф | Истории / Быть Человеком | Vedam (тел.)                               | Сароджа                      |
| 2010 | ф |                          | Panchakshari                               | Панчакшари / Хани            |
| 2010 | ф | Сила Духа                | Khaleja (тел.)                             | Субашини                     |
| 2010 | ф | Загадочный портрет       | Nagavalli (тел.)                           | Чандрамукхи / Нагавалли      |
| 2010 | ф | Схватка за истину        | Ragada (тел.)                              | Шириша                       |
| 2011 | ф | Небо                     | Vaanam (там.)                              | Сароджа                      |
| 2011 | ф | Дитя Луны                | Deiva Thirumagal (там.)                    | Анурадха                     |
| 2012 | ф | Слепая ярость            | Thaandavam (там.)                          | Минакши                      |
| 2012 | ф | Дамарукам                | Damarukam                                  | Махешври                     |
| 2013 | ф | Алекс Пандиян            | Alex Pandian (там.)                        | Дивья                        |
| 2013 | ф | Острый перец             | Mirchi (тел.)                              | Веннела                      |
| 2013 | ф | Львиное сердце 2         | Singam II (там.)                           | Кавия                        |
| 2013 | ф | Другой мир               | Irandaam Ulagam (там.)                     | Рамия / Варна / неизвестная  |
| 2014 | ф | Линга                    | Lingaa (там.)                              | Лакшми                       |
| 2015 | ф | Если ты обо мне узнаешь  | Yennai Arindhaal (там.)                    | Тхенмонзхи                   |
| 2015 | ф | Бахубали: Начало         | Baahubali: The Beginning (тел.) (там.)     | королева Девасена            |
| 2015 | ф | Рудрамадеви              | Rudhramadevi (тел.)                        | Рудрама Деви                 |
| 2015 | ф | Нулевой размер           | Size Zero (тел.) / Inji Iduppazhagi (там.) | Соундария (Швити)            |
| 2016 | ф |                          | Oopiri (тел.) / Thozha (там.)              | Нандини (камео)              |
| 2017 | ф | Львиное сердце 3         | Si3 (там.)                                 | Кавия                        |
| 2017 | ф |                          | Om Namo Venkatesaya (тел.)                 | Кришнамма                    |
| 2017 | ф | Бахубали: Завершение     | Baahubali: The Conslusion (тел.) (там.)    | королева Девасена            |
| 2018 | ф | Бхагамати                | Bhaagamathie (тел.) (там.)                 | Bhaagamathie / Chanchala IAS |